# أسفل شعيبة (المفلحي)

تعديل مصدري - تعديل

اسفل شعيبة هي إحدى قرى عزلة المفلحي بمديرية المفلحي التابعة لمحافظة لحج، بلغ تعداد سكانها 51 نسمة حسب تعداد اليمن لعام 2004.